# Ferdinand von Prondzynski (Politiker)
Ferdinand Stephan Maria von Prondzynski (* 3. August 1857 in Neisse; † 8. Februar 1935 in Bad Landeck) war ein deutscher Unternehmer und Politiker. Prondzynski war für die Zentrumspartei von 1922 bis 1925 Mitglied im Preußischen Staatsrat.

## Herkunft und Familie
Ferdinand von Prondzynski war das elfte und jüngste Kind des preußischen Generals und Festungsgouverneurs Ferdinand von Prondzynski (1804–1871) aus der Adelsfamilie Prondzynski (polnisch Aubracht Prądziński) und dessen Ehefrau Marie Rosalie von Courbiere (1815–1901). Ferdinand von Prondzynski heiratete 1884 Anna Schylla (* 10. April 1863; † 2. Dezember 1946). Das Ehepaar hatte Kinder.

## Leben
Prondzynski besuchte das Gymnasium in Neisse. Danach trat er in die Schlesische Aktiengesellschaft für Portland Zementfabrikation in Groschowitz bei Oppeln ein. Im Jahr 1892 wurde Prondzynski Generaldirektor des Unternehmens. Vor 1929 setzte er sich in Bad Landeck zur Ruhe, war jedoch weiterhin Mitglied des Aufsichtsrats der Schlesischen Portland-Cement-Industrie AG in Oppeln.
Ferner war er Mitglied im Ausschuss der Landesversicherungsanstalt Schlesien, Vorstandsmitglied der Steinbruchs-Berufsgenossenschaft sowie Mitglied im Beirat der „Reichsstelle für Zement“ beim Reichswirtschaftsministerium.
Prondzynski war Mitglied des Kreisausschusses Oppeln und war für die Zentrumspartei und die Provinz Oberschlesien vom 5. April 1922 bis zum September 1925 Mitglied im Preußischen Staatsrat.
Ferdinand von Prondzynski war Katholik und starb am 8. Februar 1935, im Alter von 77 Jahren, in Bad Landeck. Sein Grab ist erhalten.